# 모흐센 마흐말바프
모흐센 마흐말바프(페르시아어: محسن مخملباف, 영어: Mohsen Makhmalbaf, 1957년 5월 29일 ~ )는 이란의 영화 감독, 작가, 영화 편집자, 프로듀서이다. 이란 뉴웨이브의 주요 인물 중 한 명이다. 1987년 영화 《사이클리스트》를 통해 파즈르 국제 영화제 크리스탈 시무르그 감독상, 각본상을 수상했다. 2001년 영화 《칸다하르》는 타임지 선정 "영화사상 가장 위대한 100대 영화" 중 하나로 선정되었다.
민주주의자로서 2005년 보수파 마무드 아마디네자드의 대통령 당선 직후 이란을 떠났으며, 2009년 이란 대통령 선거에서 마무드가 재선에 성공하면서 프랑스 파리로 아예 이주하였다.

## 작품 목록
- 사이클리스트 (1987)
- 원스 어폰 어 타임, 시네마 (1992)
- 가베 (1996)
- 사랑의 시간 (1990)
- 순수의 순간 (1996)
- 고요 (1998)
- 칸다하르 (2001)
- 섹스와 철학 (2005)
- 정원사 (2012, 다큐)
- 어느 독재자 (2014)